# Episodi di Rita (seconda stagione)
La seconda stagione della serie televisiva Rita è stata trasmessa in Danimarca dall'11 settembre al 30 ottobre 2013 sul canale TV 2.
In  Italia, la stagione è stata interamente pubblicata insieme alla prima e alla terza sul servizio video on demand Netflix il 15 dicembre 2016.
| nº | Titolo originale     | Titolo italiano       | Prima TV Danimarca | Pubblicazione Italia |
| -- | -------------------- | --------------------- | ------------------ | -------------------- |
| 1  | Den voskne           | L'adulto              | 11 settembre 2013  | 15 dicembre 2016     |
| 2  | Haven                | Il giardino           | 18 settembre 2013  | 15 dicembre 2016     |
| 3  | Far, mor og børn     | Papà, mamma e bambino | 25 settembre 2013  | 15 dicembre 2016     |
| 4  | Teamplayer           | Gioco di squadra      | 2 ottobre 2013     | 15 dicembre 2016     |
| 5  | Jeg elsker dig       | Ti amo                | 9 ottobre 2013     | 15 dicembre 2016     |
| 6  | Den første kærlighed | Primo amore           | 16 ottobre 2013    | 15 dicembre 2016     |
| 7  | Rollemodellen        | Un modello da seguire | 23 ottobre 2013    | 15 dicembre 2016     |
| 8  | Ukrudt               | Erbacce               | 30 ottobre 2013    | 15 dicembre 2016     |

## L'adulto
- Titolo originale: Den voskne
- Diretto da: Lars Kaalund
- Scritto da: Christian Torpe
- Altri interpreti: Alexandre Willaume (Jonas Poulsen), Lykke Sand (Bitten), Carsten Norgaard (Tom), Lotte Andersen (Jette), Ferdinand Glad Bach (David), Tommy Kenter (Erik), Laura Bach (Gitte M. Nielsen), Lasse Fogelstrøm (Mads), Elena Arndt-Jensen (Trine), Kristian Halken (Flemming)

## Il giardino
- Titolo originale: Haven
- Diretto da: Lars Kaalund
- Scritto da: Christian Torpe
- Altri interpreti: Alexandre Willaume (Jonas Poulsen), Tommy Kenter (Erik), Ferdinand Glad Bach (David), Lasse Fogelstrøm (Mads), Line Knutzon (Lotte), Vickie Bak Laursen (madre di Amanda), Gerard Bidstrup (padre di Amanda), Kristoffer Fabricius (Uffe), Mikkel Vadsholt (padre di Kim), Sofie Pallesen (Tove), Thomas Baldus (padre di Signe), Lene Hummelshøj (madre di Signe), Kristian Halken (Flemming), Emma Oline Skou (Line)

## Papà, mamma e bambino
- Titolo originale: Far, mor og børn
- Diretto da: Lars Kaalund
- Scritto da: Christian Torpe
- Altri interpreti: Alexandre Willaume (Jonas Poulsen), Lykke Sand (Bitten), Carsten Norgaard (Tom), Peter Gantzler (Niels Madsen), Tommy Kenter (Erik), Ferdinand Glad Bach (David), Alexandre Willaume (Jonas), Thomas Hwan (Steffen), Henning Valin Jakobsen (Jørn), Pauli Ryberg (Einar), Sonja Furu Friby (Emma)

## Gioco di squadra
- Titolo originale: Teamplayer
- Diretto da: Kathrine Windfeld
- Scritto da: Mette Heeno, Christoffer Örnfelt, Marie Østerbye
- Altri interpreti: Alexandre Willaume (Jonas Poulsen), Peter Gantzler (Niels Madsen), Tommy Kenter (Erik), Elena Arndt-Jensen (Trine), Rached Guerchich	(Hassan), Sille Lund Karlsson (Selina), Laura Kruse (Louise)